# Jonathan Powell (diplomaat)

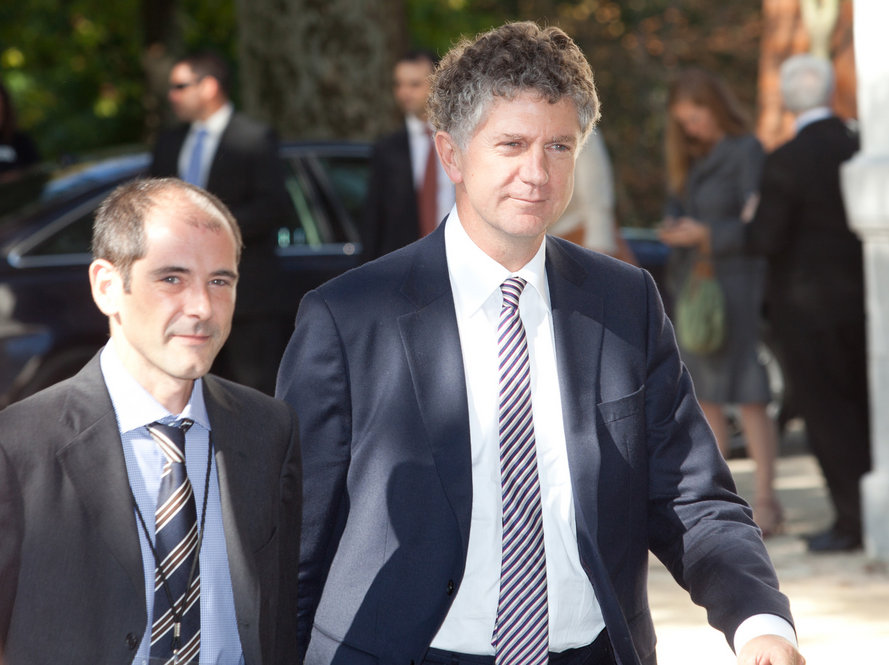
Jonathan Powell (rechts) tijdens een internationale conferentie over het conflict in Baskenland.

Jonathan Nicholas Powell (14 augustus 1956) is een Brits diplomaat. Hij is de zoon van luchtmachtofficier John Frederick Powell en de broer van Charles Powell, die in de jaren 80 politiek adviseur was van Margaret Thatcher.

## Biografie
Jonathan Powell volgde onderwijs in Canterbury, waarna hij geschiedenis studeerde aan het University College (onderdeel van de Universiteit van Oxford) en de Universiteit van Pennsylvania. Hij werkte hierna enige tijd voor de BBC en ITV Granada.
Kort nadat Tony Blair was verkozen tot leider van de Labour Party, vroeg hij aan Powell om zijn stafchef (Chief of Staff) te worden. Powell weigerde dit in eerste instantie, maar aanvaardde de betrekking 1995 alsnog. Toen Blair twee jaar later de nieuwe premier werd, werd Powell benoemd tot Downing Street Chief of Staff, de hoogste betrekking van senior politiek adviseur. Als enige van de senior leden vervulde hij deze functie gedurende het hele premierschap Blair. Hij speelde onder andere een belangrijke rol bij de vredesbesprekingen in Noord-Ierland, die in 1998 tot het Goede Vrijdag-akkoord leidden. Tijdens het Hutton-onderzoek van 2003 (dat was ingesteld naar aanleiding van de dood van David Kelly) kwam ook de rol van Powell onder de loep te liggen.
Eind 2007 ging Powell werken voor de Amerikaanse internationale bank en dienstverlener Morgan Stanley.
In januari 2010 getuigde Powell in het Irak-onderzoek naar de rol van het Verenigd Koninkrijk in de Irakoorlog
In 2012 werd Powell in The Telegraph bekritiseerd omdat hij in een door de BBC uitgezonden documentaire gevoelige informatie over activiteiten van de MI6 in Rusland had gelukt. men zag dit als een vorm van propaganda voor president Poetin.
In september 2013 werd hij bestuurslid bij Save the Children.
In mei 2014 werd hij door David Cameron benoemd tot speciaal gezant van de Verenigde Naties in Libië.

## Privé
Powell heeft in totaal vier kinderen uit twee huwelijken.

## Oeuvre
- Great Hatred, Little Room: Making Peace in Northern Ireland, The Bodley Head, 2008. ISBN 1-84792-032-2.
- The New Machiavelli: How to Wield Power in the Modern World, The Bodley Head, 2010. ISBN 1-84792-122-1.
- Talking to Terrorists: How to End Armed Conflicts, The Bodley Head, 2014, ISBN 9781847922298; in de VS gepubliceerd als Terrorists at the Table: Why Negotiating Is the Only Way to Peace, Palgrave Macmillan, 2015, ISBN 9781250069887.
- The Public Sector: Managing the Unmanageable, Kogan Page, 2013. ISBN 978-0-7494-6777-7.[8]